# Bryophaenocladius emarginatus
Bryophaenocladius emarginatus är en tvåvingeart som först beskrevs av Edwards 1931.  Bryophaenocladius emarginatus ingår i släktet Bryophaenocladius och familjen fjädermyggor. Inga underarter finns listade i Catalogue of Life.